# Koellikerina ornata
Koellikerina ornata är en nässeldjursart som beskrevs av Paul Torben Lassenius Kramp 1959. Koellikerina ornata ingår i släktet Koellikerina och familjen Bougainvilliidae.
Artens utbredningsområde är Indiska oceanen. Inga underarter finns listade i Catalogue of Life.